# HDMI Ethernet Channel

HDMI Ethernet Channel est une spécification VESA implémentée dans un périphérique graphique est un protocole basé sur le format HDMI. En plus des données audio et vidéo numérique, la liaison certifiée HDMI HEC permet de retransmettre dans les deux sens, un signal Ethernet jusqu’à 100 Mb/s. La liaison internet est ainsi partagée entre tous les appareils compatibles, connectés en liaison HDMI HEC.
Un cordon certifié HDMI HEC est requis pour les appareils interconnectés.
Pour véhiculer les signaux sonores, il convient d'utiliser la fonction HDMI ARC ou Audio Return Channel.